# Hidetoshi Miyuki
Hidetoshi Miyuki (三幸 秀稔 Miyuki Hidetoshi?, Chiba, 23 de mayo de 1993) es un futbolista japonés que juega como centrocampista.

## Trayectoria

### Clubes
| Club                | País  | Año       |
| ------------------- | ----- | --------- |
| Ventforet Kofu      | Japón | 2012-2013 |
| SC Sagamihara       | Japón | 2014      |
| Renofa Yamaguchi FC | Japón | 2016-2019 |
| Shonan Bellmare     | Japón | 2020-2021 |
| Omiya Ardija        | Japón | 2022-2023 |

## Estadística de carrera

### J. League
| Club                | Año   | J. League | J. League | Copa J. League | Copa J. League | Total | Total |
| Club                | Año   | Part.     | Goles     | Part.          | Goles          | Part. | Goles |
| ------------------- | ----- | --------- | --------- | -------------- | -------------- | ----- | ----- |
| Ventforet Kofu      | 2012  | 5         | 0         | -              | -              | 5     | 0     |
| Ventforet Kofu      | 2013  | 1         | 0         | 0              | 0              | 1     | 0     |
| SC Sagamihara       | 2014  | 28        | 1         | -              | -              | 28    | 1     |
| Renofa Yamaguchi FC | 2016  | 36        | 3         | -              | -              | 36    | 3     |
| Renofa Yamaguchi FC | 2017  | 21        | 1         | -              | -              | 21    | 1     |
| Total               | Total | 91        | 5         | 0              | 0              | 91    | 5     |